# 11212 Tebbutt
11212 Tebbutt eller 1999 HS är en asteroid i huvudbältet som upptäcktes den 18 april 1999 av den australiensiske astronomen Frank B. Zoltowski i Woomera. Den är uppkallad efter den australiensiske astronomen John Tebbutt.
Asteroiden har en diameter på ungefär 3 kilometer.